# West-Indisch Huis (Amsterdam)

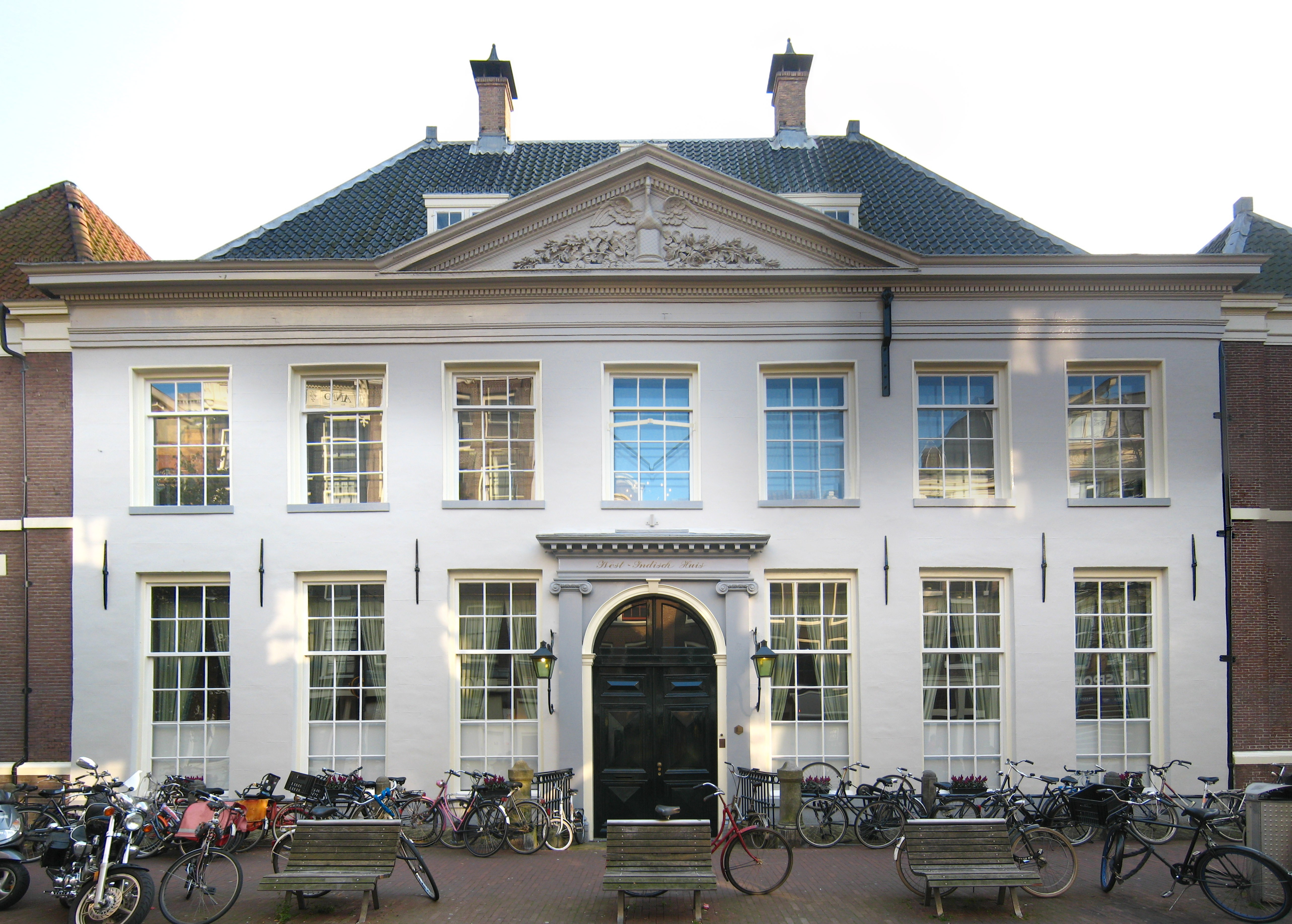
Voorzijde West-Indisch Huis.

Het West-Indisch Huis is het voormalige hoofdkwartier van de West-Indische Compagnie (WIC) in Amsterdam. In dit pand gaven de bestuurders van de WIC in 1625 opdracht tot de bouw van een fort op het eiland Manhattan, de eerste aanzet tot wat de wereldstad New York zou worden. 
Het West-Indisch Huis is gelegen aan de Herenmarkt, een pleintje tussen de Haarlemmerstraat en Brouwersgracht in het centrum van Amsterdam. 
Het gebouw heeft status als rijksmonument en wordt gebruikt als kantoorruimte en locatie voor congressen, huwelijken en andere evenementen. Het John Adams Institute, dat culturele uitwisseling tussen Nederland en de Verenigde Staten bevordert, is in dit gebouw gevestigd. De West-Indische huisbrug over de Brouwersgracht is vernoemd naar het gebouw.

## Geschiedenis
Het pand werd in 1617 gebouwd als vleeshal (op de begane grond) en wachtruimte voor de schutterij (op de bovenetage). In 1623 werd het pand gehuurd door de twee jaar eerder opgerichte WIC, en tot 1647 gebruikt voor de vergaderingen van de Heren XIX, de bestuurders van de WIC. Het gebouw werd tijdens deze periode uitgebreid met twee vleugels rond een binnenplaats, zodat het drie keer zo groot werd. De buit van de door Piet Hein in 1628 veroverde Zilvervloot werd bij terugkeer in Nederland in de kelders van het West-Indisch Huis opgeslagen. Het gebouw werd vervolgens bestormd door bemanningsleden die betaling eisten. In 1647 raakte de WIC door het verlies van Nederlands Brazilië in financiële problemen en werd besloten om te verhuizen naar het West-Indisch Pakhuis op Rapenburg, waar de Oudeschans het IJ instroomt. Dit West-Indisch Pakhuis stond daarna bekend als het West-Indisch Huis. In 1674 verhuisde de WIC nogmaals en kreeg het nieuwe hoofdkwartier, de Voetboogdoelen, de benaming West-Indisch Huis (ook wel West-Indisch Binnenhuis).
Vanaf 1657 werd het gebouw aan de Herenmarkt verhuurd als herberg onder de naam Nieuwezijds Heerenlogement. Vanaf 1825 diende het als wees- en bejaardentehuis van de Hersteld Evangelische Diaconie. Het huis onderging verbouwingen waarbij de hoge stoep verdween en de gevel werd gepleisterd.
In 1954 werd het pand betrokken door de textielgroothandel De Vries van Buuren & Co, een bedrijf met voornamelijk Joods personeel dat op zaterdag en de Joodse feestdagen gesloten was. De kantoren van deze zaak waren gevestigd op de benedenverdieping, daarboven waren de diverse verkoopafdelingen, terwijl de voorraden op de zolders lagen opgeslagen. De firma liet de kelders restaureren en liet er vele oude tegels aanbrengen. De kelder was in gebruik als kantine. De textielgroothandel bleef gevestigd in het West-Indisch Huis tot 16 december 1975, toen het pand grotendeels werd verwoest door een brand, waarschijnlijk veroorzaakt door een verdwaalde vuurpijl die tussen de dakpannen doordrong en de met textiel beladen zolders in lichterlaaie zette. Het verlaten pand kreeg het in de daaropvolgende tijd zwaar te verduren. Onverlaten drongen het pad binnen en vernielden, in een poging deze te stelen, duizenden kostbare tegels. 
Om het snel verder in verval rakende gebouw van de ondergang te redden, werd op 4 februari 1977 de Stichting Het West-Indisch Huis opgezet op het gebouw te restaureren en beheren, met Ton Koot als voorzitter. De restauratie duurde van 1978 tot 1981 en kostte 12 miljoen gulden. Op de binnenplaats werd een fontein geplaatst met een bronzen beeld van Peter Stuyvesant (gouverneur van Nieuw-Nederland), gebeeldhouwd door Hans Bayens. Na de verbouwing werden bejaardenwoningen, de Volksuniversiteit en de gemeentelijke trouwzalen in het pand ondergebracht.

## Andere gebouwen
Ook in andere Nederlandse steden, waaronder Dordrecht, staat of stond een West-Indisch Huis. Deze dienden als hoofdkwartier voor de verschillende kamers van de WIC. 
Naast het West-Indisch Huis heeft Amsterdam ook een Oost-Indisch Huis, dat als hoofdkwartier van de Vereenigde Oostindische Compagnie (VOC) diende. Het West-Indisch Pakhuis aan het Rapenburg/Prins Hendrikkade dateert uit 1642.

## Afbeeldingen

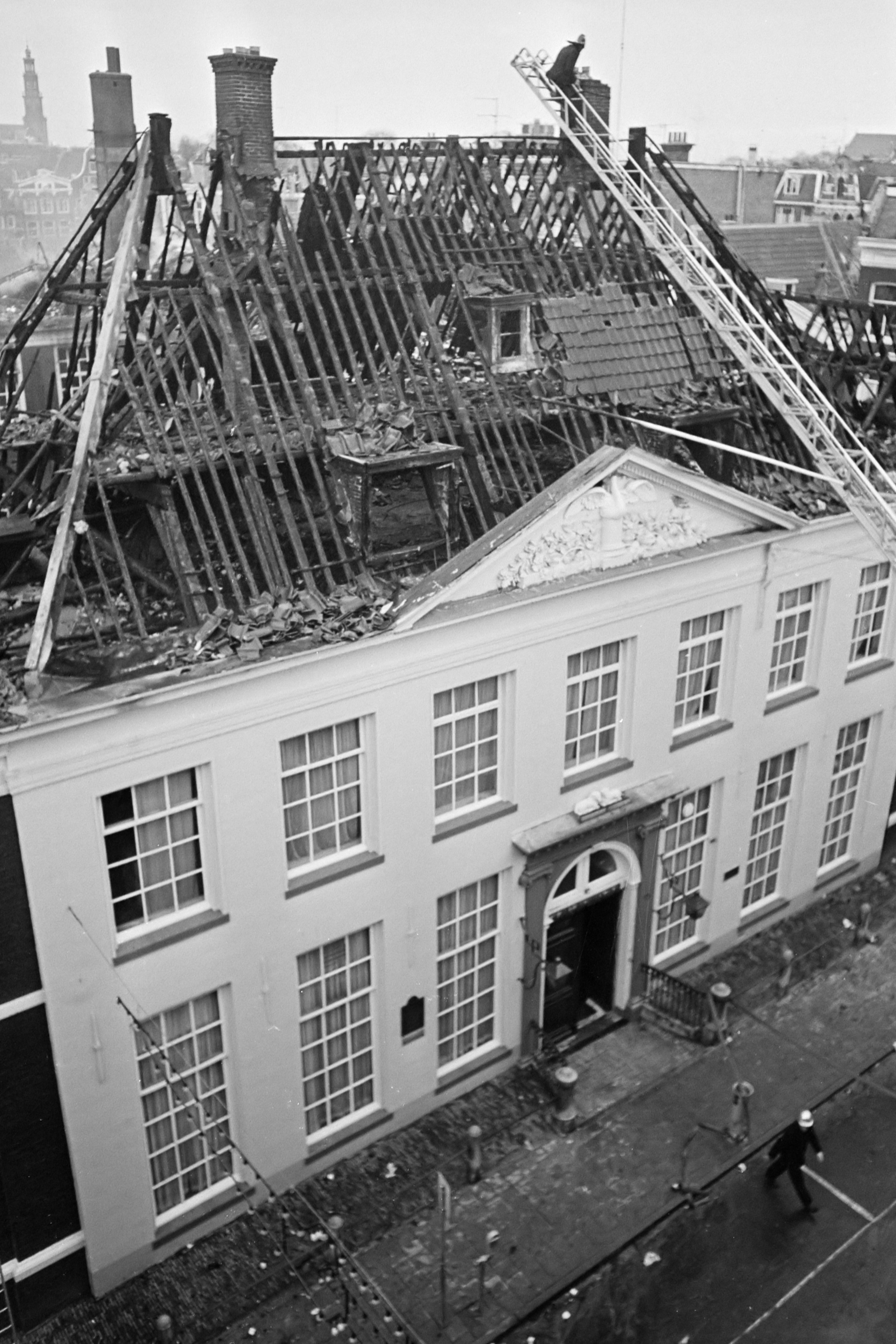
West-Indisch Huis na de brand in 1975
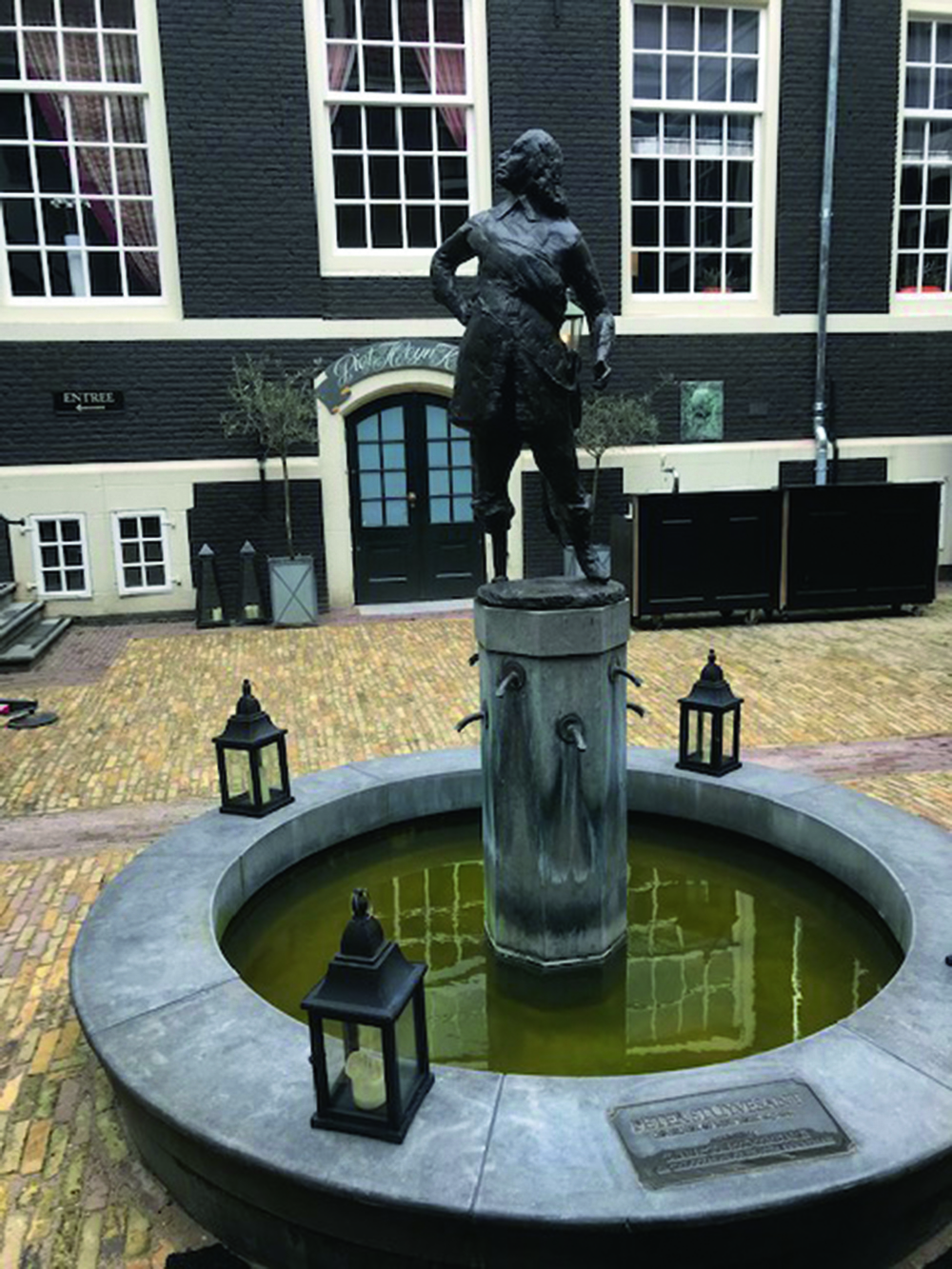
Binnenplaats met beeld van Peter Stuyvesant. Op de achtergrond de ingang van de kelder. In het plaveisel is nog de scheiding zichtbaar tussen de mannen en vrouwenafdeling uit de tijd dat het gebouw een bejaardenhuis was.

## Verder lezen
- Geurt Brinkgreve en Ton Koot, Het West-Indisch Huis. Vereniging Vrienden van de Amsterdamse Binnenstad en de Stichting West-Indisch Huis, 1981.